# National Hockey League Entry Draft
NHL Entry Draft – coroczne spotkanie, na którym przedstawiciele zespołów z National Hockey League wybierają nowych zawodników do swoich drużyn w nowym sezonie. Do Entry Draft mogą przystąpić zawodnicy, którzy ukończyli 18 rok życia oraz nigdy nie grali w NHL. Liczba rund zależy od liczby zawodników, którzy wystartowali w drafcie. W każdej rundzie zespół wybiera jednego zawodnika (chociaż czasami może więcej lub w ogóle). Kolejność wyboru zawodników określa skomplikowany system losowań. Kolejność wyboru pierwszych czternastu zawodników mają zespoły, które w zeszłym sezonie nie zakwalifikowały się do play-off. Największe szanse na wybór gracza z numerem 1 ma zespół, który był ostatni w poprzednim sezonie.
To, który zawodnik znajdzie się na jakim miejscu, zależy od zespołów. O tym, który zawodnik zostanie numerem 1, decyduje drużyna wybierająca w danej kolejności. Każdy z zespołów posiada tzw. skautów, którzy szukają w ligach na całym świecie utalentowanych zawodników i na tej podstawie zespół wie, kogo powinien wybrać.
Drużyna, która wybrała danego zawodnika, może oddać prawa do niego innej drużynie w zamian za dodatkowy wybór zawodników w rundach (w tym roku lub w następnych). Jeśli zawodnik został wybrany przez pewien zespół w drafcie, nie oznacza to, że na pewno zagra w NHL. Zazwyczaj zawodnicy wybrani z niższych miejsc trafiają do afiliacji danego zespołu.

## Historia
Pierwszy w historii ligi Draft odbył się 5 czerwca 1963 roku w Queen Elizabeth Hotel w Montrealu w Kanadzie. Do 1978 oficjalną nazwą draftu było NHL Amateur Draft, jednak w 1979 zmieniła się na NHL Entry Draft. Było to spowodowane upadkiem ligi World Hockey Association, i aby ułatwić graczom zespołów, które nie dostały się do NHL, znalezienia nowego zespołu z tej ligi.
| Edycja | Miejsce                         | Miasto, Stan / prowincja      | Wybrany nr 1        | Klub wybierający      | Liczba wybranych |
| ------ | ------------------------------- | ----------------------------- | ------------------- | --------------------- | ---------------- |
| 2024   | Sphere                          | Paradise, Nevada              | Macklin Celebrini   | San Jose Sharks       | 225              |
| 2023   | Bridgestone Arena               | Nashville, Tennessee          | Connor Bedard       | Chicago Blackhawks    | 224              |
| 2022   | Bell Centre                     | Montreal, Quebec              | Juraj Slafkovský    | Montreal Canadiens    | 225              |
| 2021   | online                          |                               | Owen Power          | Buffalo Sabres        | 223              |
| 2020   | online                          |                               | Alexis Lafreniere   | New York Rangers      | 216              |
| 2019   | Rogers Arena                    | Vancouver, Kolumbia Brytyjska | Jack Hughes         | New Jersey Devils     | 217              |
| 2018   | American Airlines Center        | Dallas, Teksas                | Rasmus Dahlin       | Buffalo Sabres        | 217              |
| 2017   | United Center                   | Chicago, Illinois             | Nico Hischier       | New Jersey Devils     | 217              |
| 2016   | First Niagara Center            | Buffalo, Nowy Jork            | Auston Matthews     | Toronto Maple Leafs   | 211              |
| 2015   | BB&T Center                     | Sunrise, Floryda              | Connor McDavid      | Edmonton Oilers       | 211              |
| 2014   | Wells Fargo Center              | Filadelfia, Pensylwania       | Aaron Ekblad        | Florida Panthers      | 210              |
| 2013   | Prudential Center               | Newark, New Jersey            | Nathan MacKinnon    | Colorado Avalanche    | 211              |
| 2012   | Consol Energy Center            | Pittsburgh, Pensylwania       | Nail Jakupow        | Edmonton Oilers       | 211              |
| 2011   | Xcel Energy Center              | Saint Paul, Minnesota         | Ryan Nugent-Hopkins | Edmonton Oilers       | 211              |
| 2010   | Staples Center                  | Los Angeles, Kalifornia       | Taylor Hall         | Edmonton Oilers       | 210              |
| 2009   | Centre Bell                     | Montreal, Quebec              | John Tavares        | New York Islanders    | 211              |
| 2008   | Scotiabank Place                | Ottawa, Ontario               | Steven Stamkos      | Tampa Bay Lightning   | 211              |
| 2007   | Nationwide Arena                | Columbus, Ohio                | Patrick Kane        | Chicago Blackhawks    | 211              |
| 2006   | GM Place                        | Vancouver, Kolumbia Brytyjska | Erik Johnson        | St. Louis Blues       | 213              |
| 2005   | Westin Hotel                    | Ottawa, Ontario               | Sidney Crosby       | Pittsburgh Penguins   | 230              |
| 2004   | RBC Center                      | Raleigh, Karolina Północna    | Aleksandr Owieczkin | Washington Capitals   | 291              |
| 2003   | Gaylord Entertainment Center    | Nashville, Tennessee          | Marc-André Fleury   | Pittsburgh Penguins   | 292              |
| 2002   | Air Canada Centre               | Toronto, Ontario              | Rick Nash           | Columbus Blue Jackets | 291              |
| 2001   | National Car Rental Center      | Sunrise, Floryda              | Ilja Kowalczuk      | Atlanta Thrashers     | 289              |
| 2000   | Pengrowth Saddledome            | Calgary, Alberta              | Rick DiPietro       | New York Islanders    | 293              |
| 1999   | FleetCenter                     | Boston, Massachusetts         | Patrik Štefan       | Atlanta Thrashers     | 272              |
| 1998   | Marine Midland Arena            | Buffalo, Nowy Jork            | Vincent Lecavalier  | Tampa Bay Lightning   | 258              |
| 1997   | Civic Arena                     | Pittsburgh, Pensylwania       | Joe Thornton        | Boston Bruins         | 246              |
| 1996   | Kiel Center                     | St. Louis, Missouri           | Chris Phillips      | Ottawa Senators       | 241              |
| 1995   | Northlands Coliseum             | Edmonton, Alberta             | Bryan Berard        | Ottawa Senators       | 234              |
| 1994   | Hartford Civic Center           | Hartford, Connecticut         | Ed Jovanovski       | Florida Panthers      | 286              |
| 1993   | Colisée de Quebec               | Québec, Quebec                | Alexandre Daigle    | Ottawa Senators       | 286              |
| 1992   | Montreal Forum                  | Montreal, Quebec              | Roman Hamrlík       | Tampa Bay Lightning   | 264              |
| 1991   | Memorial Auditorium             | Buffalo, Nowy Jork            | Eric Lindros        | Quebec Nordiques      | 264              |
| 1990   | B.C. Place                      | Vancouver, Kolumbia Brytyjska | Owen Nolan          | Quebec Nordiques      | 250              |
| 1989   | Metropolitan Sports Center      | Bloomington, Minnesota        | Mats Sundin         | Quebec Nordiques      | 252              |
| 1988   | Montreal Forum                  | Montreal, Quebec              | Mike Modano         | Minnesota North Stars | 252              |
| 1987   | Joe Louis Arena                 | Detroit, Michigan             | Pierre Turgeon      | Buffalo Sabres        | 252              |
| 1986   | Montreal Forum                  | Montreal, Quebec              | Joe Murphy          | Detroit Red Wings     | 252              |
| 1985   | Metro Toronto Convention Centre | Toronto, Ontario              | Wendel Clark        | Toronto Maple Leafs   | 252              |
| 1984   | Montreal Forum                  | Montreal, Quebec              | Mario Lemieux       | Pittsburgh Penguins   | 250              |
| 1983   | Montreal Forum                  | Montreal, Quebec              | Brian Lawton        | Minnesota North Stars | 242              |
| 1982   | Montreal Forum                  | Montreal, Quebec              | Gord Kluzak         | Boston Bruins         | 252              |
| 1981   | Montreal Forum                  | Montreal, Quebec              | Dale Hawerchuk      | Winnipeg Jets         | 211              |
| 1980   | Montreal Forum                  | Montreal, Quebec              | Doug Wickenheiser   | Montreal Canadiens    | 210              |
| 1979   | Queen Elizabeth Hotel           | Montreal, Quebec              |                     |                       |                  |
| 1978   | Queen Elizabeth Hotel           | Montreal, Quebec              |                     |                       |                  |
| 1977   | Mount Royal Hotel               | Montreal, Quebec              |                     |                       |                  |
| 1976   | Biuro NHL                       | Montreal, Quebec              |                     |                       |                  |
| 1975   | Biuro NHL                       | Montreal, Quebec              |                     |                       |                  |
| 1974   | Biuro NHL                       | Montreal, Quebec              |                     |                       |                  |
| 1973   | Mount Royal Hotel               | Montreal, Quebec              |                     |                       |                  |
| 1972   | Queen Elizabeth Hotel           | Montreal, Quebec              |                     |                       |                  |
| 1971   | Queen Elizabeth Hotel           | Montreal, Quebec              |                     |                       |                  |
| 1970   | Queen Elizabeth Hotel           | Montreal, Quebec              |                     |                       |                  |
| 1969   | Queen Elizabeth Hotel           | Montreal, Quebec              |                     |                       |                  |
| 1968   | Queen Elizabeth Hotel           | Montreal, Quebec              |                     |                       |                  |
| 1967   | Queen Elizabeth Hotel           | Montreal, Quebec              |                     |                       |                  |
| 1966   | Mount Royal Hotel               | Montreal, Quebec              |                     |                       |                  |
| 1965   | Queen Elizabeth Hotel           | Montreal, Quebec              |                     |                       |                  |
| 1964   | Queen Elizabeth Hotel           | Montreal, Quebec              |                     |                       |                  |
| 1963   | Queen Elizabeth Hotel           | Montreal, Quebec              |                     |                       |                  |